# SN 2002dy
SN 2002dy – supernowa typu II odkryta 8 lipca 2002 roku w galaktyce M-01-59-24. W momencie odkrycia miała maksymalną jasność 17,00m.